# Necromancer (jeu vidéo)
Necromancer un jeu vidéo d’action développé par Bill Williams et publié par Synapse Software en 1982 sur Atari 8-bit avant d’être porté sur Commodore 64. Le jeu se déroule dans un univers médiéval-fantastique dans lequel le joueur incarne un druide et a pour objectif de vaincre le puissant nécromancien qui règne sur le monde. Le jeu est divisé en trois parties. Dans la première, le joueur doit planter des arbres et les protéger jusqu’à ce qu’il atteigne leur taille adulte. A l’aide d’une sorte de boomerang magique, il doit ainsi combattre les ogres et les araignées qui essayent de manger ou d’empoisonner les arbres,. Dans la deuxième partie, le joueur doit utiliser les arbres qu’il a précédemment fait pousser pour détruire des œufs d’araignées avant que ceux-ci n’éclosent, sous peine de devoir défendre ses arbres contre de nouvelles attaques,. Dans la troisième partie, il affronte finalement le sorcier. Celui-ci ne peut apparaitre que sur des pierres tombales que le joueur doit donc détruire pour vaincre son ennemi. En plus du sorcier, il doit également faire face aux œufs et aux araignées qu’il n’a pas réussi à détruire dans la précédente partie du jeu,.